# Manifiesto

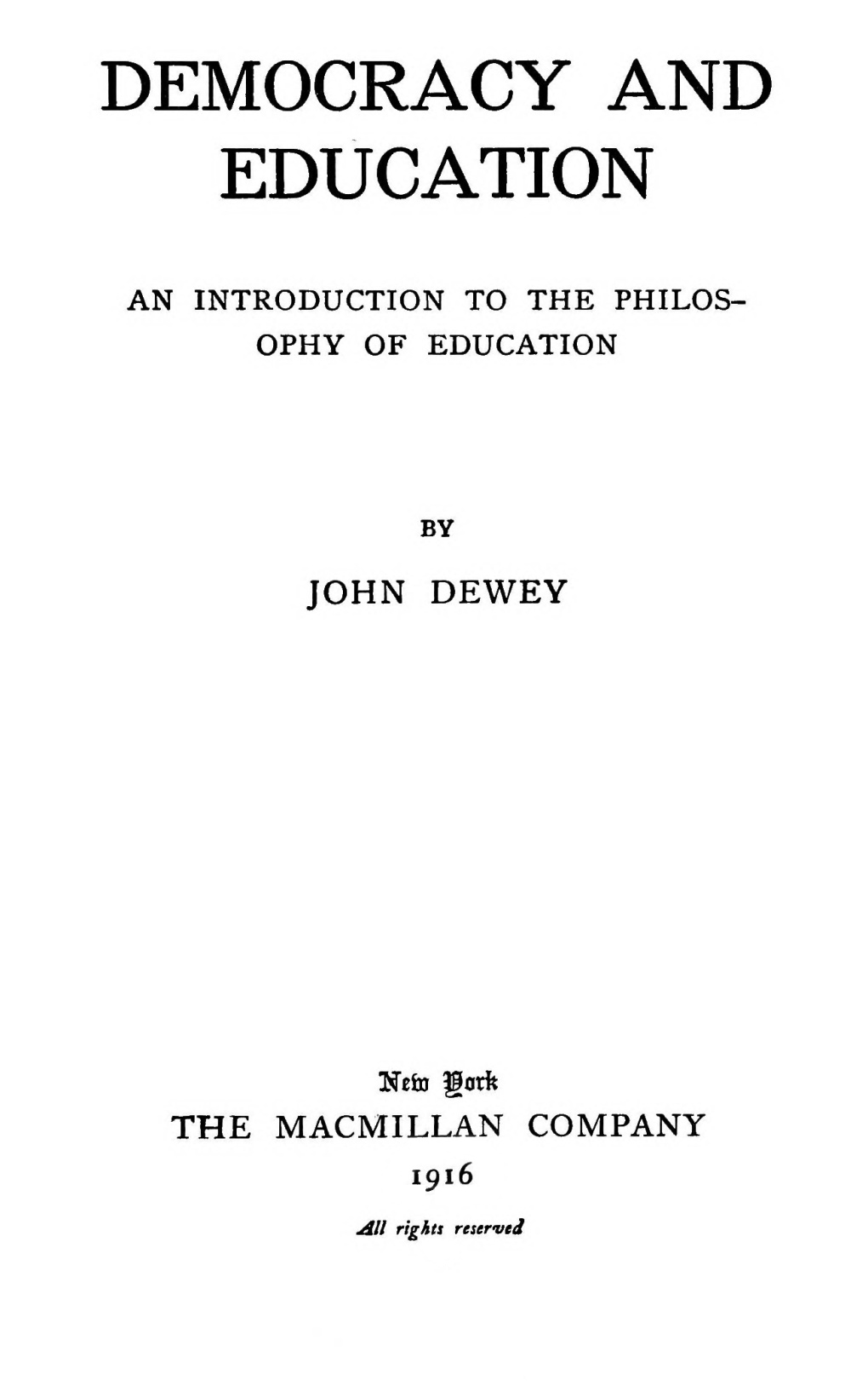
Manifiesto Democracia y Educación.

Un manifiesto es una declaración pública de principios e intenciones, a menudo de naturaleza política o artística. Según el Diccionario de la Real Academia de la Lengua, un manifiesto es un escrito en el que se hace pública una declaración de doctrinas, propósitos o programas. En otros términos, el manifiesto consiste en una pieza documental mediante la cual se dan a conocer diversas ideas o problemas de un modo intenso y concluyente. Para Mangone y Warley, el manifiesto "reniega de una realidad (política, literaria, artística) e intenta combatirla al instaurar una serie de aspectos 'novedosos' de la misma". Según Claude Abastado, el manifiesto se distingue de otros géneros como la declaración, el prefacio y la petición. A tales expresiones diferenciadas podríamos añadirles otras modalidades distintas como las proclamas, los memoriales, las llamadas o las resoluciones. El propio Abastado destaca el carácter polémico del manifiesto, su inmersión en el aquí y ahora de la enunciación y, en ese sentido, su intento por insertarse en el flujo histórico al que se refiere. Asimismo, el manifiesto se mueve entre la ruptura y la refundación, entre la denuncia y la afirmación.
En cuanto al caso regional de América Latina, se ha sostenido que los manifiestos constituyen allí una parte inherente a la producción vanguardista que se despliega entre la segunda y la tercera década del siglo XX.
Con relación a la Argentina y al manifiesto artístico en particular, Rafael Cippolini se adelantó en acotar cinco variantes en la materia: como auto simulacro, como idea de civilización, como herramienta de exploración de la realidad, como instrumento político y como discurso móvil en la historia.
Más allá de las vanguardias estéticas o partidistas, también pueden señalarse los manifiestos corporativos, como aquellos que proceden del movimiento obrero o sindical; junto a los que ha formulado por su parte el movimiento estudiantil.

## Historia del término
Derivada del latín manifestus, las primeras apariciones de la palabra manifestar en francés se atestiguan en el siglo XII, en el vocabulario de teología, donde denota manifestación de Dios o de su voluntad. De ahí vendrían los dos significados que ha adoptado el español moderno: en primer lugar, en el sentido anteriormente indicado, y en segundo lugar, en el ámbito comercial, para designar un documento redactado generalmente para las Aduanass y que recapitula todos los elementos constitutivos de un buque o de una aeronave, incluida su carga, con destino al extranjero o procedentes de él, antes de su descarga (a partir de 1362).
En su sentido de declaración pública, designaba originalmente un texto expuesto en un lugar público para dar a conocer a la comunidad una intención, un programa. En este sentido, deriva probablemente del italiano manifiesto, y está atestiguado en francés hacia 1575. Entonces era más o menos sinónimo de "declaración". Durante los dos siglos siguientes reinó la ambigüedad en cuanto al significado que debía darse a esta palabra, sobre todo en lo referente a la identidad de su emisor: bien podía tratarse de un texto emanado del poder legítimo, bien de una declaración procedente de un partido o facción. En este último sentido, puede haber cierta vacilación semántica entre el manifiesto y el petición : Aunque se supone que este último designa un texto colectivo destinado a una autoridad constituida, mientras que el destinatario del manifiesto es difícil de localizar (si no es bajo el término genérico de "opinión pública"), el historiador Jean-François Sirinelli observa que, en la práctica, "la distinción es a veces tenue entre estas dos categorías de textos colectivos".

## Características
Si bien la estructura de un manifiesto es libre, existen características frecuentes que lo identifican:
- estructura de disertación;
- tono de conclamación;
- presencia de vocativos;
- el lenguaje puede variar, dependiendo de algunos factores: ¿A quién está dirigido el manifiesto? ¿Dónde se estrenará? ¿En el periódico, en la radio, en la televisión? Se acostumbra a preferir el lenguaje formal, con verbos en presente de indicativo o en imperativo;
- cuerpo del texto: se identifica y analiza el problema, presentando argumentos que validan lo dicho. Como el texto tiene carácter argumentativo (pretende convencer al lector de algo), se deben utilizar argumentos sólidos;
- lugar, fecha y firmas: tanto las firmas de las personas que participaron en la elaboración del texto como las que sustentan lo que se asevera;
- título: indica el contenido del manifiesto;
- se diferencia del que suscribe en que no se trata de una reivindicación sino de una declaración de intenciones.

## Manifiesto en política

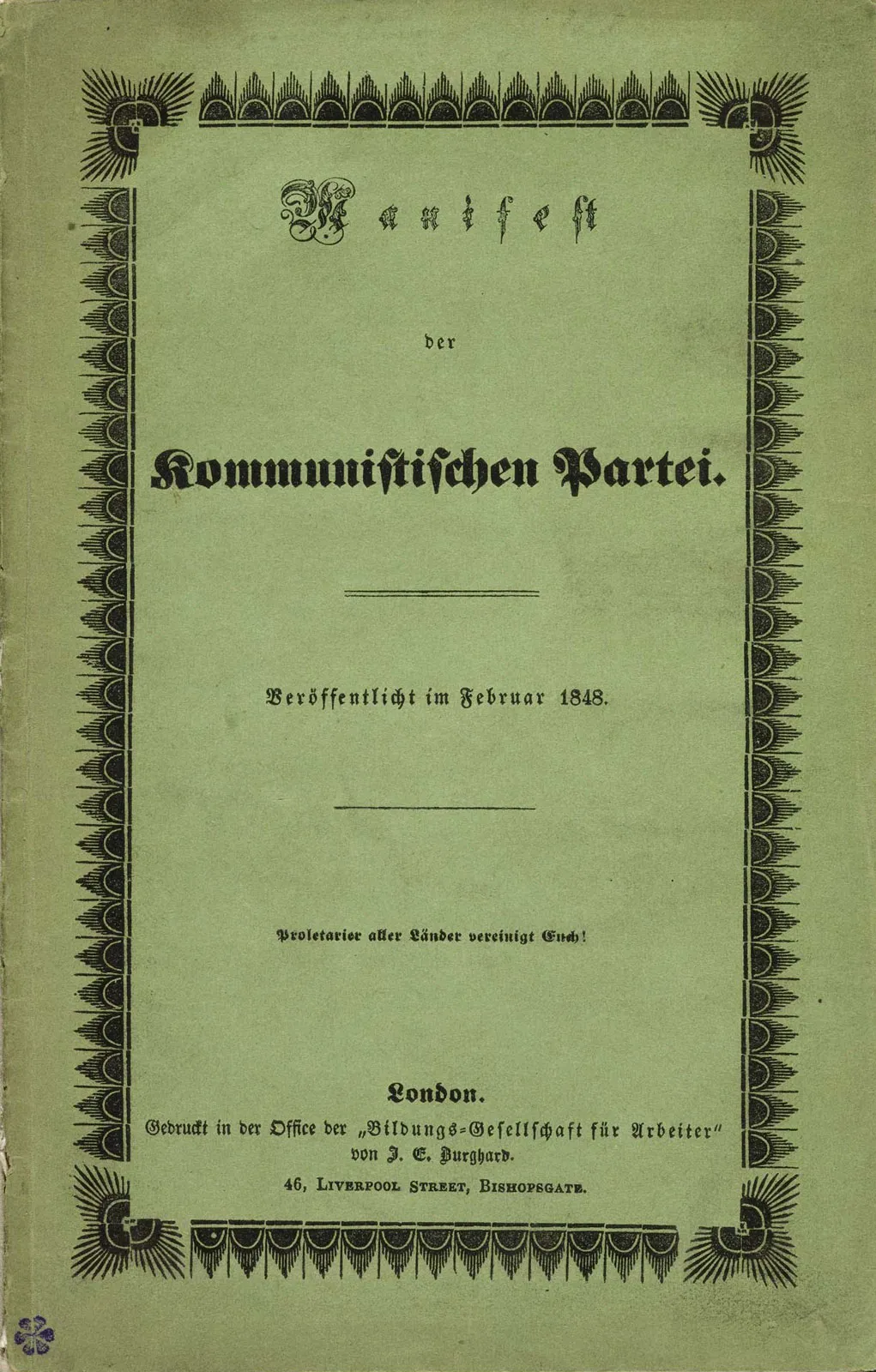
La primera impresión del Manifiesto Comunista de febrero de 1848

En algunas democracias parlamentarias, los partidos políticos preparan manifiestos que delinean tanto su dirección estratégica como sus bosquejos de legislación futura, en caso de ganar suficiente apoyo en unas elecciones. Las propuestas legislativas que aparecen en el manifiesto de un partido que ha ganado una elección son generalmente consideradas como propuestas que poseen una legitimidad superior a otras medias que el gobierno pueda introducir para que sean consideradas por la legislatura. Entre los manifiestos más famosos pueden nombrarse la Declaración de Independencia de los Estados Unidos, Mi lucha', La riqueza de las naciones, Manifiesto del Partido Comunista, etc.

### El Manifiesto Comunista
El Manifiesto Comunista, originalmente el Manifiesto del Partido Comunista, es un panfleto político escrito por Karl Marx y Friedrich Engels, encargado por la Liga de los Comunistas y publicado originalmente en Londres en 1848. El texto es el primer y más sistemático intento de Marx y Engels de codificar para un amplio consumo la idea del materialista histórico de que «la historia de toda sociedad existente hasta ahora es la historia del lucha de clases», en la que las clases sociales se definen por la relación de las personas con los medios de producción. Publicado en medio de las revoluciones de 1848 en Europa, el manifiesto sigue siendo uno de los documentos políticos más influyentes del mundo.
Marx y Engels combinan el materialismo filosófico con el método dialéctica hegeliana para analizar el desarrollo de la sociedad europea a través de su modos de producción, incluyendo el comunismo primitivo, la antigüedad, el feudalismo y el capitalismo, observando la aparición de una nueva clase dominante en cada etapa. El texto esboza la relación entre los medios de producción, las relaciones de producción, las fuerzas de producción y el modo de producción, y postula que los cambios en la «base» económica de la sociedad afectan a los cambios en su «superestructura». Marx y Engels afirman que el capitalismo está marcado por la explotación del proletariado (clase obrera de trabajadores asalariados) por parte de la burguesía dominante, que está «revolucionando constantemente los instrumentos [y] las relaciones de producción, y con ellos todas las relaciones de la sociedad». Argumentan que la necesidad del capital de una mano de obra flexible disuelve las antiguas relaciones, y que su expansión global en busca de nuevos mercados crea «un mundo a su imagen y semejanza».
El Manifiesto concluye que el capitalismo no ofrece a la humanidad la posibilidad de autorrealización, sino que garantiza que los seres humanos estén perpetuamente atrofiados y alienados. Teoriza que el capitalismo provocará su propia destrucción polarizando y unificando al proletariado, y predice que una revolución conducirá al surgimiento del comunismo, una sociedad sin clases en la que «el libre desarrollo de cada uno es la condición para el libre desarrollo de todos». Marx y Engels proponen las siguientes políticas de transición: abolición de la propiedad privada en la tierra y la herencia; introducción de un impuesto progresivo sobre la renta; confiscación de los bienes de los rebeldes; nacionalización del crédito, las comunicaciones y el transporte; expansión e integración de la industria y la agricultura; aplicación de la obligación universal del trabajo; y provisión de educación universal y abolición del trabajo infantil. El texto termina con tres frases decisivas, reelaboradas y popularizadas en el famoso llamamiento a la solidaridad, el lema «[[¡Proletarios del mundo, uníos!] No tenéis nada que perder, salvo vuestras cadenas».

### ManifiestoUnabomber

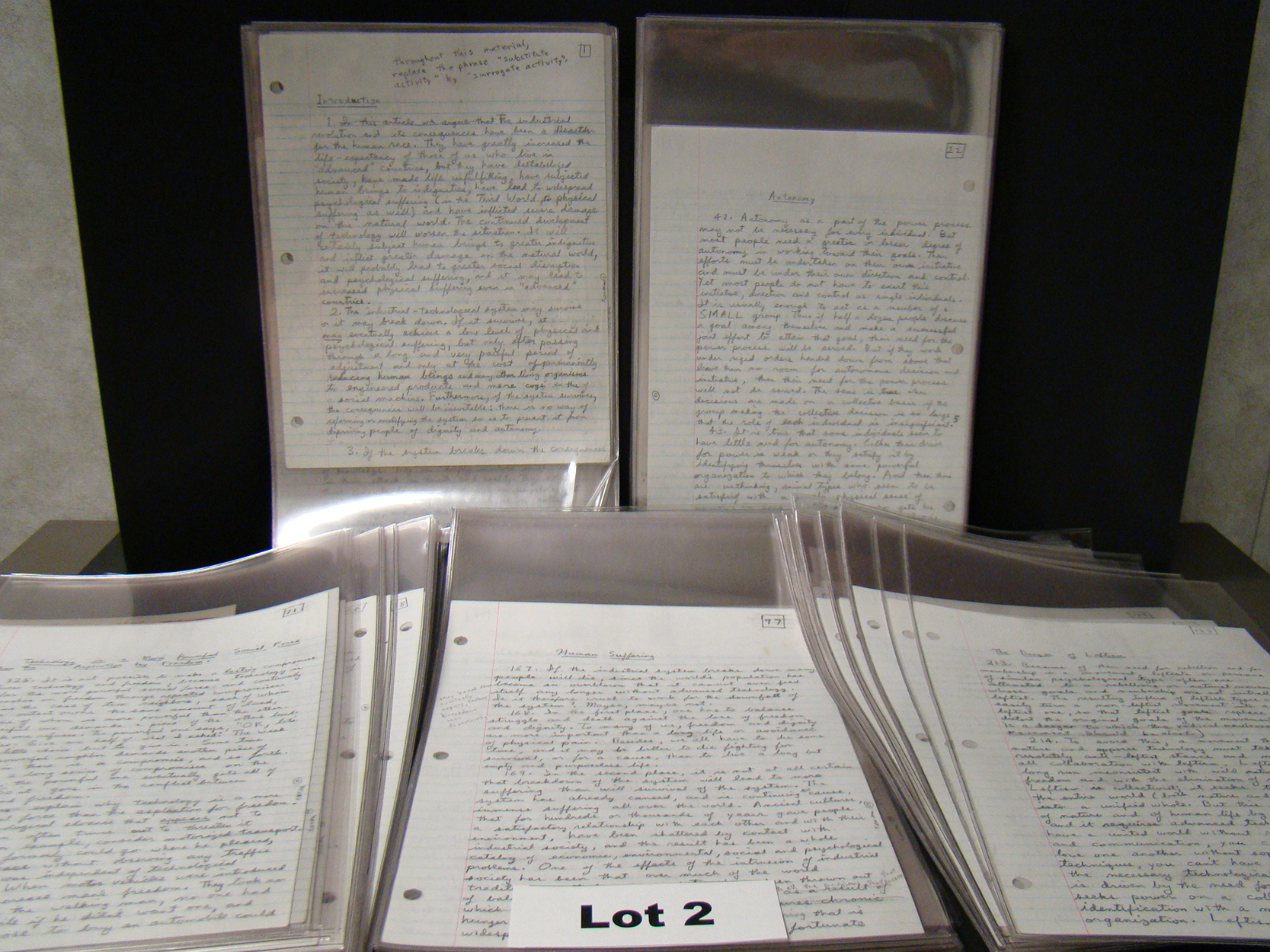
El borrador manuscrito de La sociedad industrial y su futuro

En 1995, Theodore Kaczynski envió por correo varias cartas a los medios de comunicación esbozando sus objetivos y exigiendo a un importante periódico que imprimiera textualmente su ensayo de 35.000 palabras La sociedad industrial y su futuro (apodado el «manifiesto Unabomber» por el FBI). Afirmó que «desistiría del terrorismo» si se cumplía esta exigencia. Hubo controversia sobre si el ensayo debía publicarse, pero la fiscal general Janet Reno y el director Louis Freeh del FBI recomendaron su publicación por preocupación por la seguridad pública y con la esperanza de que algún lector pudiera identificar al autor. Bob Guccione de Penthouse se ofreció voluntario para publicarlo. Kaczynski replicó que Penthouse era menos «respetable» que The New York Times y The Washington Post, y dijo que, «para aumentar nuestras posibilidades de que se publique nuestro material en alguna publicación “respetable”», se «reservaría el derecho de colocar una (y sólo una) bomba destinada a matar, después de que se haya publicado nuestro manuscrito» si Penthouse publicaba el documento en lugar de The Times o The Post. The Washington Post publicó el ensayo el 19 de septiembre de 1995.
La sociedad industrial y su futuro comienza con la afirmación de Kaczynski: «La Revolución Industrial y sus consecuencias han sido un desastre para la raza humana." Escribió que la tecnología ha tenido un efecto desestabilizador en la sociedad, ha hecho que la vida no sea satisfactoria y ha causado un sufrimiento psicológico generalizado.  Kaczynski argumentó que la mayoría de las personas pasan su tiempo dedicadas a actividades en última instancia insatisfactorias debido a los avances tecnológicos; las denominó «actividades sustitutas», en las que las personas se esfuerzan por alcanzar objetivos artificiales, como el trabajo científico, el consumo de entretenimiento, el activismo político y el seguimiento de equipos deportivos. Afirma que la gente realiza «actividades sustitutas» para satisfacer el «proceso de poder» en el que las personas se esfuerzan por ser independientes y lograr poder sobre sí mismas. Predijo que los avances tecnológicos conducirían a formas de control humano extensivas y, en última instancia, opresivas, incluida la ingeniería genética, y que los seres humanos se ajustarían para satisfacer las necesidades de los sistemas sociales en lugar de viceversa. Kaczynski afirmó que el progreso tecnológico puede detenerse, en contraste con el punto de vista de las personas que, según él, comprenden los efectos negativos de la tecnología pero aceptan pasivamente la tecnología como algo inevitable. Llamó a una revolución para forzar el colapso del sistema tecnológico mundial, y sostuvo una vida cercana a la naturaleza, en particular estilos de vida primitivistas, como ideal último.  Las críticas de Kaczynski a la civilización tenían algunas similitudes con el anarco-primitivismo, pero rechazaba y criticaba los puntos de vista anarco-primitivistas.
Kaczynski argumentó que la erosión de la libertad humana es un producto natural de una sociedad industrial porque, en sus palabras, «el sistema tiene que regular estrechamente el comportamiento humano para funcionar», y que la reforma del sistema es imposible. Afirmó que el sistema aún no ha logrado controlar por completo todo el comportamiento humano y que se encuentra en medio de una lucha por conseguir ese control. Kaczynski predijo que el sistema se derrumbaría si no lograba un control significativo, y que es probable que esta cuestión se decida en los próximos 40 a 100 años.   Afirmó que la tarea de quienes se oponen a la sociedad industrial es promover la tensión dentro y sobre la sociedad y propagar una ideología antitecnológica, que ofrezca el contraideal de la naturaleza. Kaczynski añadió que una revolución sólo sería posible cuando la sociedad industrial fuera lo suficientemente inestable.
Kaczynski atribuye la prevalencia e intensidad del izquierdismo en la sociedad tanto a un síntoma negativo de las presiones psicológicas inducidas por las condiciones tecnológicas como a un obstáculo para la formación de una revolución antitecnológica efectiva. Definió a los izquierdistas como «principalmente socialistas, colectivistas, tipos “políticamente correctos”, feministas, gay y activistas por la discapacidad, activistas por los derechos de los animales y similares». Creía que la sobresocialización y los sentimientos de inferioridad son los principales impulsores del izquierdismo, y se burlaba de él como «una de las manifestaciones más extendidas de la locura de nuestro mundo». Kaczynski añadió que el tipo de movimiento que imaginaba debía ser antiizquierdista y abstenerse de colaborar con izquierdistas ya que, en su opinión, «el izquierdismo es a la larga incompatible con la naturaleza salvaje, con la libertad humana y con la eliminación de la tecnología moderna».

## Manifiesto en arte
En arte, a partir de las vanguardias, manifiesto suele llamarse a una expresión reivindicativa que simboliza la voluntad de estilo de un grupo de artistas o de un nuevo movimiento. Puede ser un escrito que se publica, como el El museo pictórico y escala óptica (1715), del pintor español Antonio Palomino, un tratado sobre la historia de la pintura barroca española, Manifiesto futurista de Filippo Tommaso Marinetti (20 de febrero de 1909 Le Figaro), o el Manifiesto neoplasticista de Piet Mondrian (1917 De Stijl), la arquitectura neocolonial española a través de Henry Morrison Flagler  de orígenes neomediterráneos, el Primer manifiesto de Tristan Tzara (1918), o el Manifiesto surrealista de André Bretón (1924); o puede ser una obra de arte que se considera que simboliza y resume lo que ese movimiento propone, por ejemplo: le Dejuner sur l'herbe de Manet (1862) para el impresionismo o La Vita nuova de Dante Alighieri-Cancionero.de Petrarca del Renacimiento.

## Etimología
Manifiesto deriva del latín manifestum, que significa claro o conspicuo.